# Сергіївська сільська рада (Березнегуватський район)
Сергі́ївська сільська́ ра́да — колишній орган місцевого самоврядування в Березнегуватському районі Миколаївської області. Адміністративний центр — село Сергіївка.

## Загальні відомості
- Територія ради: 45,03 км²
- Населення ради: 705 осіб (станом на 2001 рік)
- Територією ради протікає річка Висунь.

## Населені пункти
Сільській раді підпорядковані населені пункти:
- с. Сергіївка

## Склад ради
Рада складається з 14 депутатів та голови.
- Голова ради: Зеленюк Юрій Миколайович
- Секретар ради: Шиян Оксана Володимирівна

### Керівний склад попередніх скликань
| Прізвище, ім'я, по батькові | Основні відомості                                                                                          | Дата обрання | Дата звільнення |
| --------------------------- | --- | ------------ | --------------- |
| Зеленюк Юрій Миколайович    | Сільський голова, 1974 року народження, освіта вища, член Соціал-демократичної партії України (об'єднаної) | 26.03.2006   | 31.10.2010      |
| Зеленюк Юрій Миколайович    | Сільський голова, 1974 року народження, освіта вища, член Партії регіонів                                  | 31.10.2010   |                 |

Примітка: таблиця складена за даними сайту Верховної Ради України